# Лордстаун (Охајо)
Лордстаун (енгл. Lordstown) град је у америчкој савезној држави Охајо.

## Демографија
По попису из 2010. године број становника је 3.417, што је 216 (-5,9%) становника мање него 2000. године.
| Група             | 2000.         | 2010.         |
| Белци             | 3.471 (95,5%) | 3.231 (94,6%) |
| Афроамериканци    | 105 (2,9%)    | 109 (3,2%)    |
| Азијати           | 13 (0,4%)     | 12 (0,4%)     |
| Хиспаноамериканци | 16 (0,4%)     | 30 (0,9%)     |
| Укупно            | 3.633         | 3.417         |